# Diderik Fuiren (lensbaron)
 Der er flere personer med dette navn, se Didrik Fuiren.
Diderik lensbaron Fuiren (11. august 1656 i København – 13. august 1686 på Fuirendal) var en dansk godsejer, far til Christine Harboe.
Hans fader af samme navn, Diderik Fuiren (1621-1656),"en rig og lærd og velberejst Mand", var død samme år; hans moder, Anne Kirstine Friis (død 1659), ægtede året efter diplomaten Cornelius Pedersen Lerche. Sin barndom tilbragte Fuiren hos ærkebiskop Hans Svane og efter dennes død hos sin farbroder Thomas Fuiren; under disses tilsyn udviklede han sig så smukt og godt, at han allerede 1674, året efter farbroderens død, var moden til at fortsætte sin uddannelse i fremmede lande, efter at han med kongelig tilladelse selv havde overtaget bestyrelsen af sin meget betydelige formue. På rejsen, der synes at have varet to-tre år, så Fuiren sig godt om og uddannede sig vistnok mere som en ung herremand end som videnskabsdyrker. Efter hans hjemkomst ophøjede kongen ham 13. marts 1677 til friherre af Fuirendal, med hvilket navn det prægtige gods Vindingegård, som han havde arvet efter sin ovennævnte farbroder, blev oprettet til baroni 13. maj samme år (Baroniet Fuirendal); samme år blev han kancelliråd og 1683 justitsråd. Fuiren, der var svagelig fra barn af, døde allerede 13. august 1686. Foruden Fuirendal ejede han Støvringgård og Søndervang i Jylland.
Han blev gift 6. oktober 1677 i København med Margrethe Eilersen (Elers) (20. juli 1648 i København - 15. september 1708), datter af professor Jørgen Eilersen. Hun havde i sin ungdom haft en stærk fristelse, da "en stor Person" ville have hende til mætresse (1672), og hendes slægt og venner, ja selv hendes fader, var tilbøjelige til at føje vedkommende; men hun "inklinerede til et ærligt og dydigt Navn" og holdt stand imod anfægtelserne. Ved sit bryllup blev hun særskilt optaget i friherrestanden som baronesse Elers. Parret er begravet i Vor Frue Kirke.
Der findes portrætmalerier af ham på Støvringgård og i Det Harboeske Enkefrukloster.